# Svartabborrtjärnen (Edefors socken, Norrbotten, 736993-173703)
Svartabborrtjärnen är en sjö i Bodens kommun i Norrbotten och ingår i Råneälvens huvudavrinningsområde.